# Charles Constant Gobin
Pour les articles homonymes, voir Gobin.
Charles Constant Gobin, né le 26 juillet 1843 rue de Lille à Paris, et mort le 6 août 1907 à Royan, est un artiste lyrique et acteur de théâtre français.

## Biographie
Gobin veut de bonne heure jouer la comédie et trouve un modeste emploi de figurant au Théâtre Montmartre en 1860. Sa première apparition en scène est en 1860, dans Les Massacres de la Syrie au Théâtre impérial du Cirque. Gobin devient ensuite pensionnaire de Madame Saqui, 26 rue de Provence (Délassements-Comiques) en 1862, puis il veut être directeur à son tour et loue la salle du petit théâtre rue du Faubourg-Saint-Martin, le baptise du nom de Délassements-Comiques mais cela ne dure que trois mois.
Il devient le pensionnaire d'Eugène Moreau et Alexis Montdidier au théâtre Beaumarchais. Ses deux principales créations furent Le Ménétrier de Saint-Waast et Les Compagnons de la Truelle. Il passe aux Bouffes-Parisiens en 1865, pour deux ans. La direction du théâtre du Palais-Royal l'engage en 1867 pour des petites pièces de Jules Renard jouées en lever de rideaux où il n'est pas remarqué. En 1868, Hippolyte Cogniard, directeur des Variétés, engage Gobin qui crée en l'espace de quatre années un certain nombre de pièces, entre autres Les Chambres de Bonnes, Le Régiment qui passe, Les Brigands. Il reprend aussi avec succès plusieurs rôles de Lassagne. Puis 1870 arrive, Cogniard quitte les Variétés. Après la guerre de 1870, Hippolyte Cogniard prend le théâtre du Château-d'Eau, et engage Gobin. C'est à partir de ce moment que Gobin se fait le plus remarquer, dans Les Pommes d'or, Forte en Gueule, La Patte à Coco et vingt autres créations. À la fermeture du théâtre du Château-d'Eau, Gobin est immédiatement engagé à la Porte Saint-Martin en 1875, au Châtelet en 1880, aux Folies-Dramatiques en 1883, aux Variétés en 1891, revient au Palais-Royal en 1895. Il est évoqué par Jules Verne pour jouer le rôle de Passepartout dans la reprise du Tour du monde en quatre-vingts jours au Châtelet en 1876, chose qui ne se concrétisera pas.
Parmi ses nombreuses créations: Les Brigands, La Patte à Coco, Le Royaume des Femmes, Les Deux Orphelines, Peau d’Âne, La Poule aux œufs d'or, Fanfan la Tulipe, Surcouf, La Fauvette du Temple, La Fille de Fanchon, Coquin de Printemps, Le Premier Mari de France, Madame Satan, Le Lycée de jeunes filles, Vatelin dans Le Dindon, Labermol dans Le Terre-Neuve, reprend Bertinet dans Ferdinand le Noceur et crée Fauconnet dans Séance de Nuit.
Gobin se retire à Rueil, dans sa villa Gargousse. En 1899, il est nommé Officier d'Académie. En 1904, âgé de 60 ans, il obtient une pension de 500 fr. de la Société des artistes pour ses 40 ans de théâtre. Il a épousé la veuve de son camarade Jolly, du Vaudeville. il possède une résidence à Royan. C'est là qu'atteint d'urémie, il succombe le 6 août 1907, laissant comme exécuteurs testamentaires son ami de la Porte Saint-Martin, Louis Déan, Lucien Fugère, de l'Opéra-Comique, et Auguste Chabert, de la Porte-St-Martin, le secrétaire de Coquelin aîné.

## Répertoire
- 1865 : Les Douze innocentes, opéra-bouffe, paroles de M. Émile de Najac, musique de M. Albert Grisar, le 19 octobre 1865, théâtre des Bouffes-parisiens.
- 1876 : Le Roi d'Yvetot, opéra-bouffe d'Henri Chabrillat et Émile Hémery, musique de Léon Vasseur, le 8 avril 1876 au théâtre Taitbout.
- 1869 : Les Brigands, opéra bouffe de Jacques Offenbach, livret de Henri Meilhac et Ludovic Halévy, créé au théâtre des Variétés le 10 décembre 1869.
- 1883 : La queue du chat au Théâtre du Châtelet
- 1884 : La Poule aux Oeufs d'Or, féerie de Clairville et d'Adolphe d'Ennery, le 22 novembre 1884, théâtre du Châtelet
- 1885 : Les Petits Mousquetaires, de Paul Ferrier, Jules Prével, musique de Louis Varney, création le 3 mars 1885, théâtre des Folies-Dramatiques
- 1885 : La Fauvette du temple, création le 17 novembre 1885, théâtre des Folies-Dramatiques
- 1888 : La Demoiselle de Belleville, opéra-bouffe, tiré du roman de Paul de Kock, musique de Carl Millöcker, création le 29 février 1888, théâtre des Folies-Dramatiques.
- 1889 : Riquet à la houppe, de Paul Ferrier et Clairville, musique de Louis Varney, Féerie à grand spectacle le 20 avril 1889 au théâtre des Folies-Dramatiques
- 1890 : L’Œuf rouge, opéra-comique de William Busnach et Albert Vanloo, musique d'Edmond Audran, le 14 mars 1890 au théâtre des Folies-Dramatiques.

## Théâtre
- 1865 : Le ménétrier de Saint-Waast, mélodrame d'Édouard Plouvier et Théodore Barrière créé le 17 avril 1865 au théâtre Beaumarchais : Fifrelin
- Les compagnons de la Truelle, drame de Théodore Cogniard  et Clairville au théâtre Beaumarchais
- 1874 : Les Deux Orphelines, drame d’Adolphe d'Ennery et Eugène Cormon créé le 20 janvier 1874 au théâtre de la Porte-Saint-Martin : Frochard
- 1878 : Les Enfants du capitaine Grant, pièce en cinq actes, un prologue et treize tableaux de Jules Verne et Adolphe d'Ennery : Bob
- 1887 : Paris-Cancans, par Henri Blondeau et Monréal, Première représentation le 31 décembre 1887 aux Folies-Dramatiques
- 1888 : Coco reprise le 12 mai 1888 aux Folies-Dramatiques.
- 1888 : Coquin de printemps, Vaudeville d'Adolphe Jaime et Georges Duval, Première représentation le 13 juin 1888 aux Folies-Dramatiques.
- 1896 : Le Dindon, comédie de Georges Feydeau représentée pour la première fois le 8 février 1896 au Théâtre du Palais-Royal : Vatelin
- 1897 : Le Portefeuille, comédie d'Ernest Blum et Raoul Toché, le 24 septembre 1897 au Théâtre du Palais-Royal au Théâtre du Palais-Royal

## Décorations françaises
- Officier de l'Instruction publique (officier d'académie) en 1899[3],[8].